# 大豊町立大豊中学校
大豊町立 大豊中学校（おおとよちょうりつ おおとよちゅうがっこう）は、高知県長岡郡大豊町にあった公立中学校。
2009年（平成21年）3月31日に大豊町立大杉中学校と共に大豊町立大豊町中学校へ統合し廃校となった。

## 沿革
- 1967年（昭和43年） 大豊中学校を新設し豊永中学校と大田口中学校を統合。
- 1974年（昭和49年） 東豊永中学校を大豊中学校へ統合。
- 2000年（平成12年） 西峰中学校を大豊中学校へ統合。
- 2009年（平成21年）3月31日 大豊中学校と大杉中学校を統合し大豊町中学校となる。大杉中学校の位置に新設。
- 2009年（平成21年）9月1日旧PTAが主となり、大豊中学校記念誌「風かおる嶺東の地に・・・」を発行する。

## 周辺
- 吉野川
- 高知県道113号東祖谷山大杉停車場線

## 所在地等
- 〒789-0250 高知県長岡郡大豊町黒石200-2
- 最寄駅：JR土讃線大田口駅